# Subalpine Molasse
Als Subalpine Molasse wird in der Geologie ein schmaler Bereich von aufgeschobenen, steilgestellten Molassesedimenten am Alpennordrand bezeichnet. Andere Bezeichnungen der Subalpinen Molasse sind Molassezone oder Faltenmolasse. 
Nördlich der Subalpinen Molasse befinden sich die Gesteine der Vorlandmolasse in überwiegend ungestörter Lagerung. Beide Einheiten gehören zum Molassebecken (s. dort zu Einzelheiten der Ausformung der heutigen Oberfläche, Schichtenfolge und Tektonik). 
 
Im Süden wird die subalpine Molasse von den Ketten des Helvetikums, der Flyschzone und teilweise den Nördlichen Kalkalpen begrenzt.

## Vorkommen

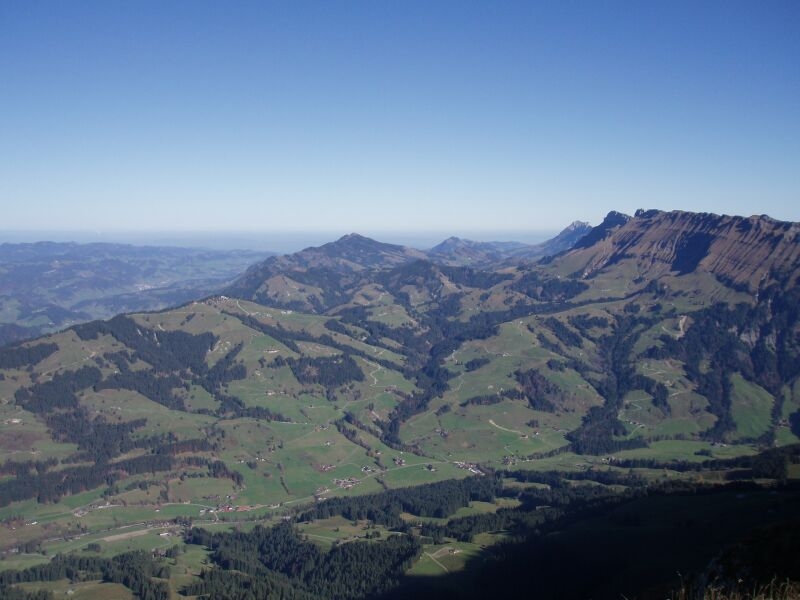
Blick vom Hohgant nach Nordosten: Die Hügelkette, die sich von links in die Bildmitte zieht (Marbachegg und Beichlen), besteht aus subalpiner Molasse, während am rechten Bildrand die Helvetische Randkette (Schrattenfluh) zu sehen ist

Die Zone der subalpinen Molasse erstreckt sich in einem schmalen, meist etwa 10 km breiten Streifen entlang dem gesamten Alpennordrand von der Region Genf (Arvetal) bis etwa zum Austritt des Inntals aus den Alpen. Vereinzelt tritt subalpine Molasse auch weiter östlich bis in die Region des Wienerwaldes zutage. Jenseits des Wiener Beckens zieht sich eine Zone von gefalteten und überschobenen Molassegesteinen vor den Karpaten entlang (Subkarpatische Molasse). Charakteristisch sind relativ langgestreckte Höhenzüge mit schiefen Nagelfluhrippen; sie weisen im Gegensatz zu den Bergen der (Helvetischen) Randkette und den Nördlichen Kalkalpen keine schroffen Felswände aus Kalkstein auf.
Wichtige Berge der subalpinen Molasse sind in der Schweiz Mont Pèlerin (1080 m ü. M.), Honegg (1546 m ü. M.), Beichlen (1770 m ü. M.), Rigi-Kulm (1797 m ü. M.) und Rigi-Scheidegg (nicht aber Rigi-Hochfluh), Rossberg (1580 m ü. M.), Speer (mit 1950 m ü. M. der höchste Punkt der subalpinen Molasse) und Kronberg (1663 m ü. M.). Östlich des Rheintals setzt sich das Gebiet im Bregenzer Wald und in der Hochgratkette (im Hochgrat 1832 m ü. M.) fort. 
Weiter östlich ist die Subalpine Molasse in Bayern etwa ab der Linie Kempten (Allgäu) – Sonthofen an der Oberfläche nicht mehr durchgängig aufgeschlossen, sondern von den Moränenbildungen der Würmeiszeit weitflächig überdeckt; zugleich wird die Zone nach Osten schmaler, bis sie ungefähr am Inntal verschwindet. Bekannte Höhenzüge sind der Hohe Peißenberg nördlich des Staffelsees, der Tischberg zwischen Starnberger See und Isartal, der aus der Münchner Schotterebene herausragende Taubenberg sowie der Irschenberg am Rand des Rosenheimer Beckens. Knapp vor Wien tritt die Subalpine Molasse im Bereich Neulengbach (Schlossberg, Buchberg) – Sieghartskirchen nochmals kleinräumig zutage.
Nördlich an das Gebiet der subalpinen Molasse schließt ein Abschnitt gestauchter und deshalb leicht gefalteter Molasse an. Im Süden wird die subalpine Molasse je nach Region von den Ketten des Helvetikums, von der Flyschzone des Penninikums oder den Nördlichen Kalkalpen begrenzt.
Aufgrund der Entstehungsgeschichte werden die Berge der subalpinen Molasse geologisch meist zum Schweizer Mittelland respektive zum Alpenvorland gezählt. Geographisch gehören Berge wie Rigi, Speer und andere in Anbetracht ihrer Höhe jedoch bereits zu den Voralpen. Die Grenzziehung zwischen Mittelland und Alpen ist hier also unscharf und hängt vom jeweiligen Standpunkt ab.

## Entstehungsgeschichte

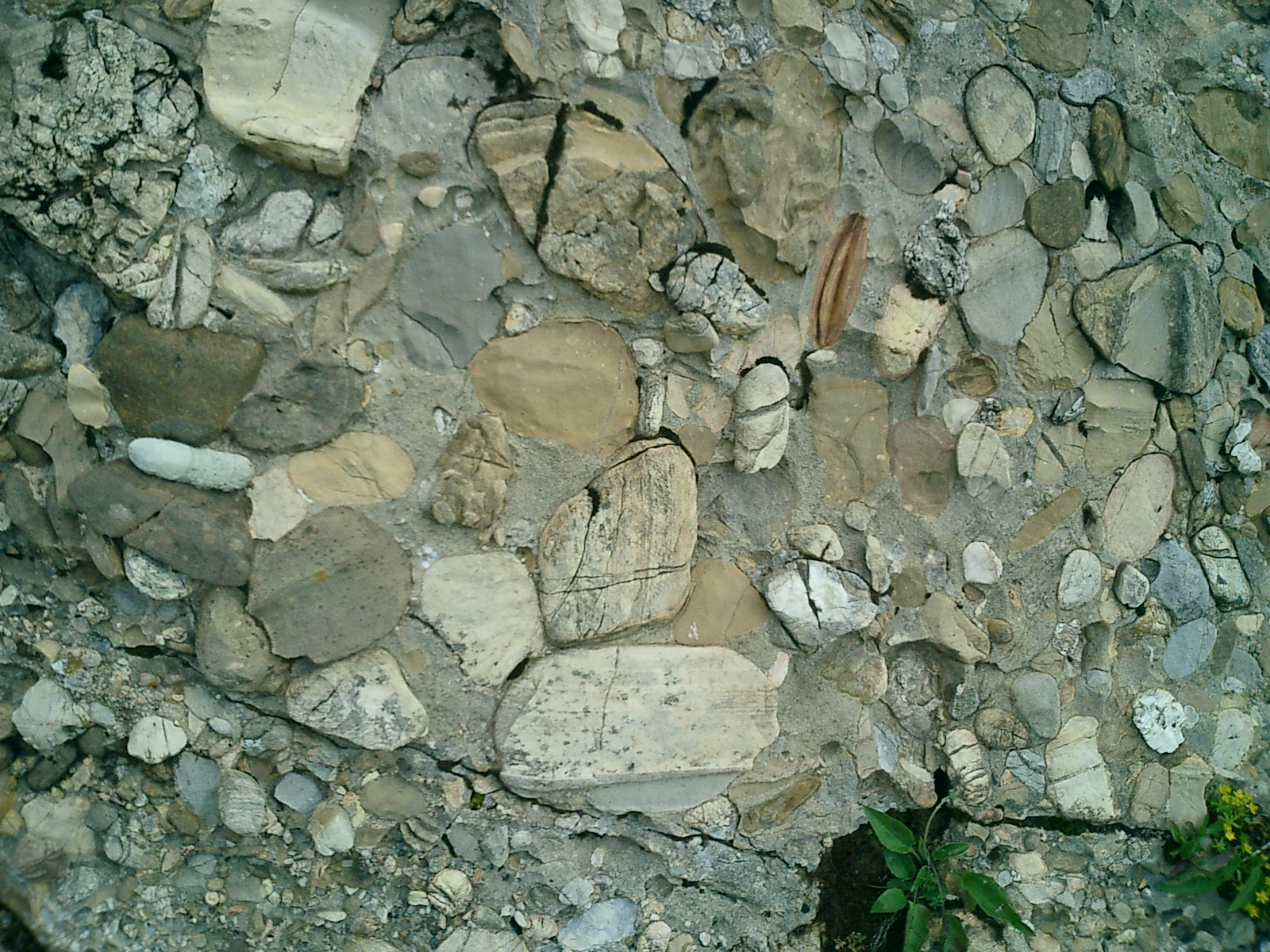
Tertiäre Nagelfluh vom Speer, einem Berg in den Schweizer Voralpen

Die subalpine Molasse zeigt zunächst die gleiche Entstehungsgeschichte wie die Molassesedimente im Schweizer Mittelland und im bayerischen Alpenvorland. In der zweiten Hälfte der Alpenfaltung, das heißt in einer Periode die etwa vor 20 Millionen Jahren begann und rund 15 Millionen Jahre dauerte, wurden dann die helvetischen Decken über die alpenrandnahe Molasse geschoben. Das Ausmaß der Überschiebung beträgt im Mittel in der Schweiz etwa 15 bis 25 km, kann aber regional auch wesentlich größer sein. Direkt am Rand der Überschiebungsdecken wurde ein Teil der Molasse emporgedrückt, schräg gestellt und in einzelne Schuppen zerlegt.
Diese Zone mit schräg gestellten, gegen die Alpen einfallenden Schichten wird heute als subalpine Molasse benannt. Sie ist allochthon, das heißt, sie wurde im Zuge der Gebirgsbildung an ihre heutige Position gebracht. Die subalpine Molasse besteht zur Hauptsache aus Nagelfluh, einem Konglomerat aus gerundeten Gesteinsblöcken unterschiedlicher Größe, die mit einem Bindemittel (Kalk, Sand und Ton) zu einem zusammenhängenden Gestein verfestigt sind. Zwischen den Nagelfluhschichten sind auch feinkörnige Sandstein- und Mergelschichten eingelagert.